# Liste der Monuments historiques in Autrecourt-et-Pourron
Die Liste der Monuments historiques in Autrecourt-et-Pourron führt die Monuments historiques in der französischen Gemeinde Autrecourt-et-Pourron auf.

## Liste der Objekte
| Bezeichnung                                   | Beschreibung | Standort                                   | Kennzeichnung | Schutzstatus | Datum | Bild |
| --------------------------------------------- | --- | ------------------------------------------ | ------------- | ------------ | ----- | ---- |
| Beichtstuhl                                   | Holz, um 1771 | Autrecourt, in der Kirche St-Victor (Lage) | PM08000817    | Inscrit      | 1974  |      |
| Rochusaltar                                   | linker Seitenaltar; Altartisch, Tabernakel, Retabel und Skulptur Heiliger Rochus; Holz, farbig gefasst und vergoldet, um 1771, Skulptur jünger | Autrecourt, in der Kirche St-Victor (Lage) | PM08000818    | Inscrit      | 1974  |      |
| Skulptur Heiliger Sebastian                   | Holz, farbig gefasst und vergoldet, erste Hälfte des 18. Jahrhunderts                                                                          | Autrecourt, in der Kirche St-Victor (Lage) | PM08000822    | Inscrit      | 1974  |      |
| Skulptur Maria Immaculata                     | sogenannte Vierge de la Médaille miraculeuse; Holz, farbig gefasst und vergoldet, Mitte des 19. Jahrhunderts                                   | Autrecourt, in der Kirche St-Victor (Lage) | PM08000821    | Inscrit      | 1974  |      |
| Gemälde Heilige Familie                       | Ölfarbe auf Leinwand, 19. Jahrhundert | Autrecourt, in der Kirche St-Victor (Lage) | PM08001256    | Inscrit      | 1993  |      |
| Kreuzweg                                      | 14 Gemälde; Ölfarbe auf Leinwand, 19. Jahrhundert                                                                                              | Autrecourt, in der Kirche St-Victor (Lage) | PM08001257    | Inscrit      | 1993  |      |
| Chorgestühl                                   | Holz, bemalt, erste Hälfte des 19. Jahrhunderts                                                                                                | Autrecourt, in der Kirche St-Victor (Lage) | PM08000820    | Inscrit      | 1974  |      |
| Reliquiar des Victor von Mouzon               | mit zwei Engelsskulpturen; Holz, farbig gefasst, Metall, vergoldet, Stoff, bestickt, 18. und 19. Jahrhundert                                   | Autrecourt, in der Kirche St-Victor (Lage) | PM08000824    | Inscrit      | 1974  |      |
| Altarkreuz                                    | Bronze, versilbert, Mitte des 19. Jahrhunderts                                                                                                 | Autrecourt, in der Kirche St-Victor (Lage) | PM08000827    | Inscrit      | 1974  |      |
| Gemälde Heiliger Joseph                       | Ölfarbe auf Leinwand, 1844 | Autrecourt, in der Kirche St-Victor (Lage) | PM08001255    | Inscrit      | 1993  |      |
| Sakristeischrank (1)                          | Holz, bemalt, zweite Hälfte des 18. Jahrhunderts                                                                                               | Autrecourt, in der Kirche St-Victor (Lage) | PM08000826    | Inscrit      | 1974  |      |
| Kruzifix                                      | Holz, farbig gefasst, 19. Jahrhundert | Autrecourt, in der Kirche St-Victor (Lage) | PM08000823    | Inscrit      | 1974  |      |
| Sakristeischrank (2)                          | Holz, bemalt, um 1800 | Autrecourt, in der Kirche St-Victor (Lage) | PM08000825    | Inscrit      | 1974  |      |
| Kronleuchter                                  | Metall, vergoldet, Glas, Keramik, 19. Jahrhundert                                                                                              | Autrecourt, in der Kirche St-Victor (Lage) | PM08001258    | Inscrit      | 1993  |      |
| Hauptaltar                                    | Altartisch, Retabel und Gemälde; Holz, farbig gefasst, sowie Ölfarbe auf Leinwand, erste Hälfte des 19. Jahrhunderts                           | Autrecourt, in der Kirche St-Victor (Lage) | PM08000035    | Classé       | 1975  |      |
| Kredenztisch                                  | Holz, Marmor, Anfang des 18. Jahrhunderts | Autrecourt, in der Kirche St-Victor (Lage) | PM08000036    | Classé       | 1975  |      |
| Kanzel                                        | Holz, um 1771 | Autrecourt, in der Kirche St-Victor (Lage) | PM08000816    | Inscrit      | 1974  |      |
| Marienaltar                                   | rechter Seitenaltar; Altartisch, Tabernakel, Retabel und Marienskulptur; Holz, farbig gefasst und vergoldet, um 1771, Skulptur jünger          | Autrecourt, in der Kirche St-Victor (Lage) | PM08000819    | Inscrit      | 1974  |      |
| Gemälde Christus am Kreuz mit Maria Magdalena | Ölfarbe auf Leinwand, 19. Jahrhundert | Autrecourt, in der Kirche St-Victor (Lage) | PM08001254    | Inscrit      | 1993  |      |